# César Sampaio
César Sampaio (sinh 31 tháng 3 năm 1968) là một cầu thủ bóng đá người Brasil.

## Đội tuyển bóng đá quốc gia
César Sampaio thi đấu cho đội tuyển bóng đá quốc gia Brasil từ năm 1990 đến 2000.

## Thống kê sự nghiệp
| Đội tuyển bóng đá Brasil | Đội tuyển bóng đá Brasil | Đội tuyển bóng đá Brasil |
| Năm                      | Trận                     | Bàn                      |
| ------------------------ | ------------------------ | ------------------------ |
| 1990                     | 1                        | 0                        |
| 1991                     | 1                        | 0                        |
| 1992                     | 5                        | 0                        |
| 1993                     | 4                        | 0                        |
| 1994                     | 2                        | 0                        |
| 1995                     | 10                       | 1                        |
| 1996                     | 0                        | 0                        |
| 1997                     | 8                        | 1                        |
| 1998                     | 9                        | 4                        |
| 1999                     | 0                        | 0                        |
| 2000                     | 7                        | 0                        |
| Tổng cộng                | 47                       | 6                        |